# Whitwell-on-the-Hill
Whitwell-on-the-Hill est un village et une paroisse civile du Yorkshire du Nord, en Angleterre.